# Jekatěrina Petrovna Šuvalovová
Hraběnka Jekatěrina Petrovna Šuvalovová (rusky Екатерина Петровна Салтыкова, 23. června 1743, Petrohrad – 13. října 1817, Řím) byla ruská šlechtična z rodu Saltykovových, nejvyšší hofmistryně a dvorní dáma carevny Kateřiny II. 

## Život

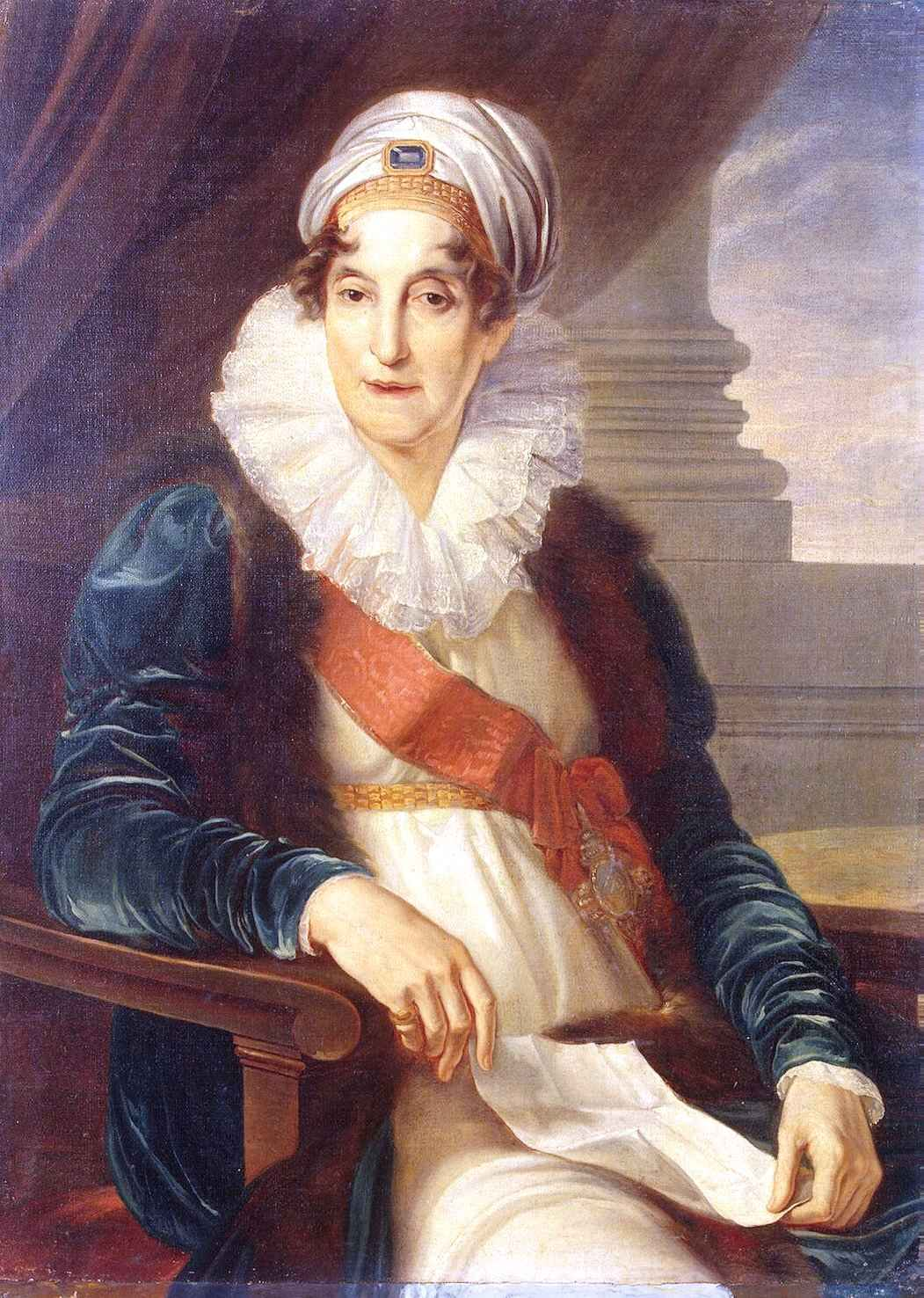
Jekatěrina Petrovna Šuvalovová s Řádem svaté Kateřiny

Narodila se jako dcera ruského polního maršála hraběte Petra Semjonoviče Saltykova (1698–1773) a jeho manželky Praskovji Jurjevny roz. kněžny Trubecké (1704–1767) sestra polního maršála knížete Nikity Jurjeviče Trubeckého (1699–1767). Její bratr byl ruský polní maršál a generální guvernér Moskvy Ivan Petrovič Saltykov (1730–1805).
V roce 1733 její otec a děd obdrželi dědičný hraběcí titul.
Jekatěrina Petrovna sloužila jako dvorní dáma carevny Kateřiny II. V roce 1762 se provdala za ruského politika a spisovatele hraběte Andreje Petroviče Šuvalova (1742–1789). Podnikla cestu do Francie, kde se setkala s Voltairem. Od roku 1776 v Paříži žila celá její rodina a ke dvoru v Petrohradu se vrátila v roce 1781, kde její manžel v roce 1789 zemřel.
V roce 1792 obdržela Jekatěrina Petrovna Šuvalovová od carevny Kateřiny II. titul carské státní dámy.
Po nástupu Pavla I. na ruský trůn ztratila Jekatěina Šuvalovová své postavení, nicméně v roce 1797 byla vyznamenána Řádem svaté Kateřiny II. třídy a poté ještě Velkým křížem. V témže roce se její dcera Alexandra Andrejevna provdala za rakouského diplomata generálmajora Františka Josefa z Ditrichštejna v Pavlovsku u Petrohradu. Zde se manželům se 28. března 1798 narodil jediný syn Josef František a krátce poté mladá rodina s matkou odcestovala do Vídně. Zde se však Alexandra Andrejevna setkala s nepřívětivostí a mezi manželi došlo k odcizení a roku 1804 k rozvodu.
Alexandra s matkou Jekatěrinou pak v roce 1808 poprvé navštívily Řím, kde hledaly útěchu v Bohu. Zde se setkaly s papežem Piem VII., který je připravil na katolické přijímání a život v pokoře. V roce 1809 se zřekly pravoslaví a konvertovaly ke katolicismu. O této události dcera napsala knihu, kterou papež Pius dával za vzor pro „všechny schizmatiky, kteří se chtějí vrátit do lůna církve“.
Jekatěrina Petrovna Šuvalovová zemřela v Římě 13. října 1817. Její tělo bylo přeneseno do Petrohradu a pohřbeno v klášteře Alexandra Něvského.

## Potomstvo
- Praskovja Andrejevna Šuvalovová (19. prosince 1767 – 11. prosince 1828), ⚭ 1787 Michail Andrejevič Golicyn (28. ledna 1765 – 31. srpna 1812)
- Pjotr Andrejevič Šuvalov (9. června 1771 – 30. prosince 1808), generálporučík, ⚭ Sofia Grigorjevna Ščerbatovová (1776–1849)
- Alexandra Andrejevna Šuvalovová (19. prosince 1775 – 10. listopadu 1847), ⚭ 1797 František Josef z Ditrichštejna (28. dubna 1767 – 8. července 1854), 8. kníže z Ditrichštejna, rozvedli se v roce 1804
- Pavel Andrejevič Šuvalov (21. května 1776 – 1. prosince 1823), generálporučík, ⚭ 1815 Varvara (Barbora) Petrovna Šachovskaja (1. února 1796 – 24. prosince 1870)

## Vyznamenání
- Řád svaté Kateřiny II. třídy, 1797